# Jean-Pierre Jeandat
Jean-Pierre Jeandat (Reims, 9 de marzo de 1970) es un piloto de motociclismo de velocidad francés, que compitió regularmente en el Campeonato Mundial de Motociclismo desde 1989 hasta 1996.

## Biografía
Debutó en el Mundial en la la temporada 1989 con una wild card en el Gran Premio de Francia de 125 cc, donde también conquista sus primeros puntos en la clasificación general. Su primera temporada completa sería en la temporada 1991 donde compitió en la categoría de 250cc a bordo de una Honda RS 250R Tech 3 Rothmans. En este año obtiene los mejores resultados en su carrera, ganando 59 puntos en la clasificación general y terminando en el duodécimo en la general.
El paso a 500cc tiene lugar en la temporada 1994 a bordo de una Yamaha ROC, para luego competir los siguientes dos años a bordo a Paton.
En el 1999 participa en el Campeonato Mundial de Superbikes con un Honda RC45 del equipo White Endurance. Solo participa en las primeras ocho carreras del calendario sin obtener puntos para la clasificación de pilotos.

## Resultados en el Campeonato del Mundo
Sistema de puntuación desde 1988 hasta 1991:
| Posición | 1.º | 2.º | 3.º | 4.º | 5.º | 6.º | 7.º | 8.º | 9.º | 10.º | 11.º | 12.º | 13.º | 14.º | 15.º |
| Puntos   | 20  | 17  | 15  | 13  | 11  | 10  | 9   | 8   | 7   | 6    | 5    | 4    | 3    | 2    | 1    |

Sistema de puntuación de 1993 hasta 2022:
| Posición | 1.º | 2.º | 3.º | 4.º | 5.º | 6.º | 7.º | 8.º | 9.º | 10.º | 11.º | 12.º | 13.º | 14.º | 15.º |
| Puntos   | 25  | 20  | 16  | 13  | 11  | 10  | 9   | 8   | 7   | 6    | 5    | 4    | 3    | 2    | 1    |

### Carreras por año
| Año  | Cat.  | Moto            | 1       | 2       | 3       | 4       | 5       | 6       | 7       | 8       | 9       | 10      | 11      | 12      | 13      | 14      | 15    | Ptos. | Pos. |
| ---- | ----- | --------------- | ------- | ------- | ------- | ------- | ------- | ------- | ------- | ------- | ------- | ------- | ------- | ------- | ------- | ------- | ----- | ----- | ---- |
| 1989 | 125cc | Honda           | JAP -   | AUS -   | USA -   | ESP -   | NAC -   | ALE -   | AUT -   | YUG -   | NED -   | BEL -   | FRA 13  | GBR -   | SUE -   | CHE -   | BRA - | 3     | 28.º |
| 1990 | 250cc | Honda           | JAP -   | USA -   | ESP -   | NAC -   | ALE -   | AUT -   | YUG -   | NED -   | BEL -   | FRA 12  | GBR -   | SUE -   | CHE -   | HUN 17  | AUS - | 4     | 34.º |
| 1991 | 250cc | Honda           | JAP 18  | AUS 11  | USA 11  | ESP 12  | ITA 11  | ALE 14  | AUT Ret | EUR 14  | NED 10  | FRA 14  | GBR 9   | RSM 18  | CHE 10  | LMA 8   | MAL 9 | 59    | 12.º |
| 1992 | 250cc | Aprilia y Honda | JAP 15  | AUS 17  | MAL Ret | SPA 23  | ITA 26  | EUR 19  | ALE 22  | NED 18  | HUN -   | FRA DNS | GBR -   | BRA -   | RSA -   |         |       | 1     | 26.º |
| 1993 | 250cc | Aprilia         | AUS 18  | MAL DNS | JAP -   | ESP DNS | AUT 19  | ALE Ret | NED Ret | EUR 15  | RSM Ret | GBR 20  | CZE -   | ITA Ret | USA 21  | FIM 22  |       | 1     | 32.º |
| 1994 | 500cc | ROC Yamaha      | AUS 18  | MAL 16  | JAP 21  | ESP 14  | AUT 13  | ALE Ret | NED 11  | ITA 11  | FRA Ret | GBR DNS | CZE -   | USA Ret | ARG Ret | EUR Ret |       | 1     | 32.º |
| 1995 | 250cc | Paton           | AUS Ret | MAL 19  | JAP 20  | ESP Ret | ALE 15  | ITA Ret | NED Ret | FRA Ret | GBR DNS | CZE -   | RIO Ret | ARG Ret | EUR Ret |         |       | 1     | 32.º |
| 1996 | 500cc | Paton           | MAL 16  | IDN DNS | JAP Ret | ESP 18  | ITA Ret | FRA Ret | NED DNS | ALE -   | GBR Ret | AUT 21  | CZE 22  | IMO 17  | CAT DNS | RIO -   | AUS - | 0     | -    |

| Color     | Resultado                                                               |
| --------- | ----------------------------------------------------------------------- |
| Oro       | Ganador                                                                 |
| Plata     | 2.ª plaza                                                               |
| Bronce    | 3.ª plaza                                                               |
| Verde     | Finalizó en los puntos                                                  |
| Azul      | Finalizó sin puntos                                                     |
| Azul      | NC - No clasificado                                                     |
| Violeta   | Ret - No terminó (Carrera)                                              |
| Rojo      | DNQ - No se clasificó                                                   |
| Negro     | DSQ - Descalificado                                                     |
| Blanco    | DNS - No empezó (carrera)                                               |
| Blanco    | WD - Retirado (fin de semana)                                           |
| Blanco    | C - Carrera cancelada                                                   |
| Sin color | DNP - Inscrito pero no participó                                        |
| Sin color | INJ - Lesionado                                                         |
| Sin color | EX - Excluido                                                           |
| Estado    | Resultado                                                               |
| Negrita   | Pole position                                                           |
| Cursiva   | Vuelta rápida                                                           |
| †         | Abandona, pero clasifica al completar el porcentaje requerido para ello |